# رومالداس موراوسکاس
رومالداس موراوسکاس (انگلیسی: Romualdas Murauskas; ۲ اکتبر ۱۹۳۴ – ۲۳ مهٔ ۱۹۷۹) بوکسور اهل اتحاد جماهیر شوروی سوسیالیستی بود.